# Estadio Ateniense
El Estadio Atenas, también conocido como Estadio Ateniense, es un estadio de fútbol de Uruguay, donde el Club Atlético Atenas disputa sus partidos de local. El predio fue adquirido en 1954 y la cancha inaugurada el 8 de mayo de 1955.
Está ubicado en la ciudad de San Carlos en el departamento de Maldonado. Posee una capacidad para 6500 personas.

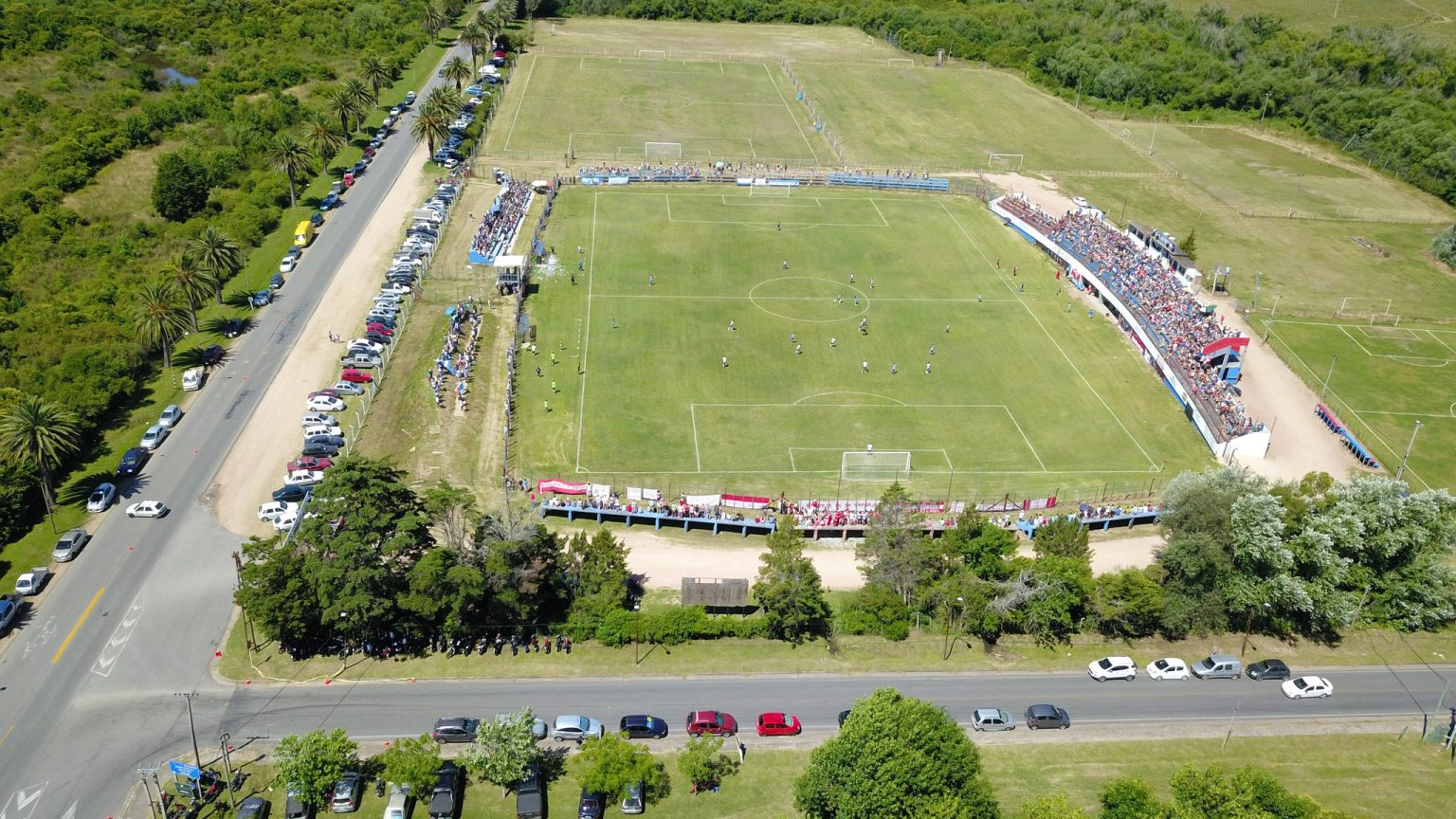
Estadio Ateniense vista aérea